# Дебьоський повіт
Дебьо́ський пові́т (рос. Дебёсский уезд) — адміністративна одиниця Вотської АО РРФСР, що існувала з 8 грудня 1921 року до 26 листопада 1923 року.
Повіт був утворений декретом ВЦВК від 8 грудня 1921 року з волостей Глазовського та Сарапульського повітів В'ятської губернії, які відійшли до новоствореної Вотської АО. В склад нового повіту увійшло 12 волостей: Великопургинська, Дебьоська, Зуринська, Зюзинська, Ігринська, Поломська, Сосновська, Тиловайська, Тольйонська, Тортимська, Чутирська та Шарканська.
Повіт був ліквідований декретом ВЦВК від 26 листопада 1923 року як не виправданий себе ані в адміністративному, ані в економічному відношенні. Великопургинська, Дебьоська, Зуринська, Зюзинська, Ігринська, Поломська, Тиловайська, Тольйонська та Тортимська волості увійшли до складу Глазовського повіту, а Сосновська, Чутирська і Шарканська — до складу Іжевського повіту.